# The Korgis
The Korgis — британская музыкальная группа, получившая известность в 1980 году благодаря хиту «Everybody’s Got to Learn Sometime». В оригинальный состав группы входили бывшие участники прог-роковой группы Stackridge — певец/гитарист/ клавишник Энди Дэвис (род. 10 августа 1949) и бас-гитарист/вокалист Джеймс Уоррен (род. 25 августа 1951 года), а также виолончелист Стюарт Гордон и клавишник Фил Харрисон.

## Карьера
В начале марта 1979 года Korgis на лейбле Rialto Records, принадлежавшему их менеджерам Нику и Тиму Хайтам, выпустили свой первый сингл «Young ’n’ Russian». Взяв в состав Билла Байркса (ударные, акустическая гитара), группа выпустила свой следующий сингл «If I Had You», который в июле 1979 года добрался до 13-го места в британском хит-параде. Этот успех побудил коллектив выпустить свой одноименный дебютный альбом The Korgis.
Сингл со второго альбома Dumb Waiters (1980) «Everybody’s Got to Learn Sometime» (1980) стал хитом по обе стороны Атлантики, попав на пятое место в Великобритании и на 18-е — в США. Сам альбом в 1980 году достиг 40-го места в Великобритании и сопровождался синглами «If It’s Alright With You Baby» и «Rovers Return». В то время группа была поочерёдно востребована в музыкальной индустрии в виде дуэта, трио и квартета. Коммерческий успех, сопровождавший выход второго альбома, и полученные гонорары с сингла не были достаточными, чтобы удержать вместе Уоррена и Дэвиса, и вскоре они разошлись. Выпущенный в 1981 году альбом Sticky George, содержавший сингл «That Was My Big Mistake», был издан под названием James Warren & The Korgis, намекавшим на то, что группа превратилась в аккомпанирующий состав одного человека.
В конце 1980 года Уоррен набрал в состав группы Джона Бейкера, Мэгги Стюарт и Рода Дэвиса для поддержки «Everybody’s got to learn» и других последующих синглов для европейских телешоу и рекламных выступлений. С этим составом, дополненным Стивом Баком, планировалось концертное шоу, которое так и не было осуществлено. После этого Уоррен начал сольную карьеру. Летом 1982 года сингл «Don’t Look Back», первоначально служивший демозаписью для альбома Sticky George, был ремиксован Тревором Хорном, в то время известным по своей работе с такими группами, как The Buggles, Dollar и Yes, и выпущен лейблом London Records, при этом другой запланированный сингл — «Endangered Species» — издан не был.
В это время Уоррен, продолжив музыкальную карьеру, в 1986 году выпустил сольный альбом Burning Questions. Некоторые синглы, записанные в этот период, были выпущены под названием «The Korgis» и спродюсированы Энди Дэвисом.
В 1990 году коллектив воссоединился для перезаписи сингла «Everybody’s got to learn Sometime». Обновлённая группа, состоявшая из Джеймса Уоррена, Энди Дэвиса и Джона Бэйкера в 1992 году записала альбом This World’s For Everyone, имевший определённый успех в Континентальной Европе и в Японии, а затем снова распалась.
В 1999 году три первых альбома The Korgis были переизданы лейблом Edsel Records. В 2003 году лейблами Sanctuary Records и Castle Communications была выпущена двух-дисковая антология, Don’t Look Back — The Very Best of The Korgis.
В 2005 году Уоррен, Бэйкер и Дэвис вновь воссоединились для фотосессии на DVD/сборник Kollection и записали четырнадцатитрековый альбом Unplugged, выпущенный годом спустя лейблом Angel Air.
В 2006 году The Korgis выпустили свой первый за тридцать лет сингл «Something About The Beatles», который можно прослушать на Myspace. В этой песне прослеживается заметное влияние Джона Леннона, которое ранее было замечено в синглах «If I Had You» и «Everybody’s Got To Learn Sometime», в том числе звучание этих песен повторяет саунд начала 1970-х годов. Группа признала влияние Джона Леннона в интервью, сделанном незадолго до его убийства.
Возродившийся состав Stackridge время от времени исполняет на своих концертах песни из репертуара Korgis.
28 августа 2014 года от рака лёгких скончался бывший участник группы — Стюарт Гордон.
В конце 2014 года, когда Stackridge взяла перерыв в гастролях, The Korgis, обновив свой состав, начали тур по Великобритании, который стартовал в марте 2015 года. Музыканты включили в свою концертную программу несколько песен группы Stackridge.

## Кавер-версии
В сентябре 2004 года Zucchero и Ванесса Карлтон попали во французские чарты со своей кавер-версией песни «Everybody’s Got to Learn Sometime», имевшей определённый успех. В том же году, эту песню перепел Бек для фильма Мишеля Гондри Вечное сияние чистого разума. В 2003 году песня была включена в альбом кавер-версий группы Erasure Other People’s Songs.
Другие кавер-версии песни «Everybody’s Got to Learn Sometime», также достигавшие высших чартов в UK Singles Chart были со стороны таких групп и исполнителей как The Dream Academy (1987), Yazz (1991), Baby D (1995), Army Of Lovers (1995) и немецкого техно-дуэта Marc et Claude (2000). В 1997 году акапельный коллектив The King’s Singers перезаписал этот трек с ведущим вокалом Джеймса Уоррена. Песню «If I Had You» была перепета Трэйси Ульман и Род Стюартом. В 1998 году вокалист группы The Wildhearts, Джинджер исполнил на своём концерте «If I Had You», вошедшую в двойной альбом the «Grievous Acoustic Behaviour — Live at the 12 bar».
В 2005 году канадский музыкант Джейми Вернон выпустил на лейбле Bullseye Records свой второй сольный альбом «Time Enough At Last», который содержал кавер на «Everybody’s Gotta Learn Sometime».
Другая версия «Everybody’s Got to Learn Sometime» была перезаписана голландской группой Krezip. В 2008 году, немецкий Электро-хаус-диджей и продюсер Laidback Luke включил в бутлег ремикс «Everybody’s Got To Learn Sometimes». В том же 2008 году, эту песню перепела шотландская группа из Глазго, Glasvegas и включила её в качестве би-сайда к своему синглу «Geraldine».
В 2008 году американский музыкант Бек исполнил «Everybody’s Got To Learn Sometime» на своём концерте на лондонской арене O2 в Гайд-парке. Также он перезаписал «Everybody’s Got To Learn Sometime» для саундтрека к фильму Вечное сияние чистого разума, где главные роли исполнили Джим Керри и Кейт Уинслет.
Год спустя шведский музыкант, известный под псевдонимом 'The Field', выпустил альбом Yesterday and Today (2009), содержавший перепевку песни «Everybody’s Got To Learn Sometime».
В 2010 году участница группы The Corrs, Шерон Корр включила «Everybody’s Got To Learn Sometime» в свой сольный альбом Dream Of You.

## Состав
Нынешний состав
- Джеймс Уоррен — вокал, бас-гитара (1978—1982, 1985—1986, 1990—1993, 2005—настоящее)
- Энди Крессвелл-Дэвис — вокал, гитара, клавишные (1978—1980, 1990—1993, 2005—настоящее)
- Клэйр Лидни — скрипка, гитара, вокал (2015—настоящее)
- Гленн Томми — клавишные, вокал (2015—настоящее)
- Эдди Джон — ударные, вокал (2015—настоящее)

Бывшие участники
- Стюарт Гордон — скрипка (1978—1980; умер в 2014 году)
- Фил Харрисон — клавишные (1978—1980)
- Джон Бейкер — вокал, гитара, клавишные  (1981—1982, 1990—1993, 2005—2014)
- Билл Байркс — ударные, акцустическая гитара (1979)
- Рой Доддс — ударные (1980—1982)
- Мэгги Стюарт — клавишные (1980—1982)
- Стив Бак — флейта (1981—1982)

## Дискография

### Студийные альбомы
- The Korgis (1979)
- Dumb Waiters (1980)
- Sticky George (выпущен под названием James Warren & The Korgis, 1981)
- Burning Questions (сольный альбом Джеймса Уоррена, 1986)
- This World's For Everyone (1992)
- Kollection (2005)
- Unplugged (2006)
- Folk & Pop Classics (2007)

### Сборники
- The Best of The Korgis (1983)
- Archive Series (1997)
- Greatest Hits (2001)
- Klassics - The Best Of The Korgis (2001)
- Don’t Look Back — The Very Best of The Korgis (2 CD) (2003)

### Синглы
- «Young ’n’ Russian» / «Cold Tea» (1979)
- «If I Had You» (Single Version) / «Chinese Girl» (1979) UK No. 13
- «Young ’n’ Russian» / «Mount Everest Sings the Blues» (перезапись, 1980)
- «I Just Can’t Help It (Remix)» / «O Maxine» (1980)
- «Everybody’s Got to Learn Sometime»[англ.] / «Dirty Postcards» (1980) UK No. 5, U.S. No. 18, Australia No. 11 France No. 1, Spain No. 1, Netherlands No. 3, Germany No. 3
- «If It’s Alright With You Baby» / «Love Ain’t Too Far Away» (1980) UK No. 56
- «Dumb Waiters» / «Perfect Hostess» (1980)
- «Rover’s Return» / «Wish You A Merry Christmas» (1980)
- «That Was My Big Mistake» (Edit) / «Can’t We Be Friends Now» (James Warren & The Korgis, 1981)
- «All The Love In The World» (Edit) / «Intimate» (1981)
- «Don’t Say That It’s Over» (Single Version) / «Drawn And Quartered» (1981)
- «Sticky George» / «Nowhere To Run» (Single Version) (James Warren & The Korgis, 1981)
- «Don’t Look Back» /«Xenophobia» (1982)
- «Burning Questions» / «Waiting For Godot» (1985)
- «Burning Questions» (Extended) / «Waiting For Godot» (12", 1985)
- «True Life Confessions» / «Possessed» (Edit) (1985)
- «True Life Confessions» (Extended) / «I Know Something» / «Possessed (edited)» (12", 1985)
- «They Don’t Believe in Magic» / «I’ll Be Here» (James Warren, 1986)
- «It Won’t Be the Same Old Place» (Single remix by David Lord) / «Climate of Treason» (James Warren, 1986)
- «How Did You Know?» / «Can You Hear the Spirit Dying» (James Warren, 1987)
- «True Life Confessions» ('88 Remix by Kenny Denton) / «Possessed» (edit) ('The Korgis', 1988)
- «Everybody’s Gotta Learn Sometime» (1990, перезапись) — 4:09 / «Everybody’s Got to Learn Sometime» (Инструментал) — 4:09 / «This World’s for Everyone» (Домашняя демозапись) — 3:07 (CD, 1990)
- «One Life» — 3:36 / «Wreckage of a Broken Heart» — 3:12 / «No Love in the World» — 3:39 (CD, 1992)
- «Everybody’s Gotta Learn Sometime — DNA Remixes» (Slow & Moody 7") — 3:43 / (Slow & Moody 12") — 5:24 / (12" Disco Heaven Mix) — 6:47 /(Housey 7") — 3:51 (CD, 1993)
- «Something About The Beatles» / «It All Comes Down To You» / «Everybody’s Gotta Learn Sometime» (2006)

## Видеография
- Kollection (DVD)